# Lösker man
Lösker man (även löskekarl; fornsvenska løsker, ogift) är en juridisk term som enligt ålderdomligt språkbruk betyder "en man som inte är bofast", det vill säga en lösdrivare.  Begreppet står i motsats till markägare. 
Inom svensk juridik har termen lösker man länge brukats. Ett exempel är bestämmelsen "Nu kan löskær man skeno göra, ok orkar ei til þriggia marka, þa skal han fangas sum för ær sakt ok haldas en manaþa dagh" i Magnus Erikssons landslag, vilket motsvaras av "Kan lösker man skeeno göra, oc orkar ey til III mark, tha scal han fangas oc haldas een maanadh", från paragraf 37 i kung Kristofers landslag från år 1442. 
I 1734 års lag stadgades följande förbehåll gällande brottet självtäkt (i detta fall att återta sina stulna eller tappade föremål från annan) i missgärningsbalken: "doch må han thet återtaga af then, som är lösker man, eller misstänckt at wilja rymma, eller ther stulit gods å färska gierning finnes" (paragraf 52). I Kungl. Maj:ts förordning från 1864, om strafflagens införande, stadgas ett (efter språklig modernisering) identiskt förbehåll gällande samma brott: "dock må han det återtaga av den, som är lösker man eller misstänkt att vilja rymma, eller där stulet gods å färsk gärning finnes".
När man år 1962 antog brottsbalken (vilken trädde i kraft år 1965) beslutade man att ovan nämnda bestämmelse från den kungliga förordningen alltjämt skulle vara i bruk. Även om bestämmelsen, vilken innehåller lösker man, kan vara ett obsolet stadgande, så är det möjligt att se den som gällande rätt.
Idén är att envar får återta gods som lösker man innehar som effekt av färsk gärning. Detta återtagande av företrädesvis gods kallas för löskermansåtertagande. 